# Espace Cardin

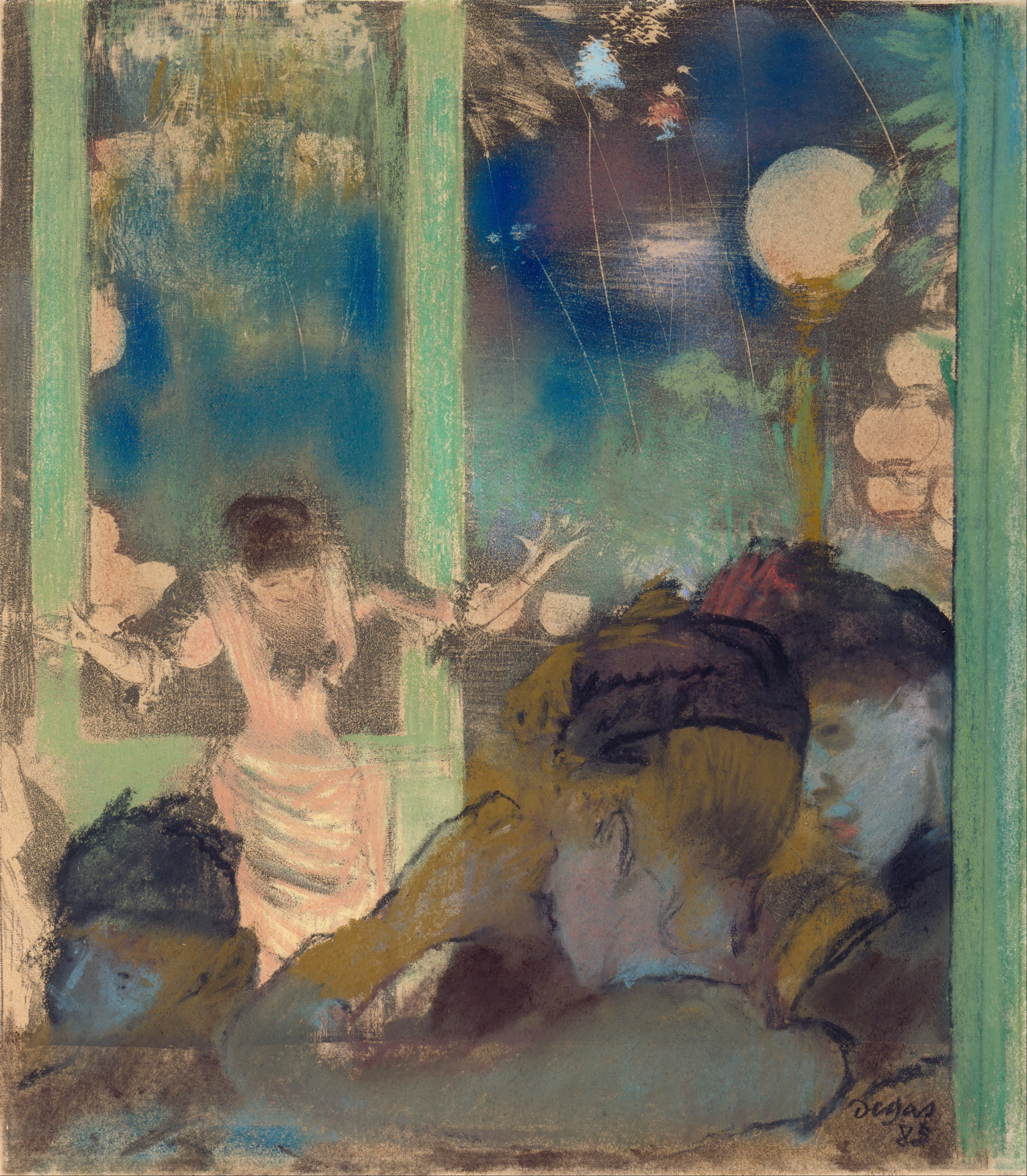
Edgard Degas, Mademoiselle Bécat au Café des Ambassadeurs.

Het voormalige Café des ambassadeurs of Café-concert les ambassadeurs, was een populair café-concert in de tuinen aan de Champs Elysées in Parijs. Het etablissement was bijzonder geliefd bij Edgard Degas, Édouard Manet, Claude Monet en Toulouse-Lautrec die de sfeer in het café hebben weergegeven in een aantal schilderijen en litho's. Een incident in het Café des ambassadeurs lag aan de basis van de erkenning van auteursrechten. In 1970 werd het etablissement hernoemd naar Espace Cardin.

## Café-concert
Vanaf 1830 vond men in Parijs een aantal cafés die een variétéachtig amusement aanboden. Het publiek betaalde uitsluitend voor de verbruikte drankjes maar werd vergast op het optreden van artiesten die romances, chansonettes en aria's uit operette en opera ten beste brachten. Ze waren vooral populair in de tweede helft van de 19e eeuw. De impressionisten zagen hierin het toonbeeld van het moderne leven en er zijn dus een aantal scènes uit deze cafés-concert op doek vereeuwigd.
Hoewel het café-concert oorspronkelijk een zangprogramma bracht, werden er al zeer snel variété nummers aan het programma toegevoegd. Sommige van deze cafés brachten in navolging van de Folies Bergère voorstellingen met circusnummers en ballet waarbij de danseressen steeds schaarser en schaarser gekleed, of uiteindelijk nagenoeg naakt gingen optreden. Er zijn natuurlijk gradaties, men had naast de meest elegante en bekende instellingen zoals l’Eldorado, le Café-concert des ambassadeurs, la Scala, les Folies-Bergère, die een bourgeois publiek konden bekoren een aantal cafés-concert die niet veel meer waren dan een verbloemd bordeel.

## Geschiedenis
Het Café des ambassadeurs ontstond aan de avenue Gabriel omstreeks 1772, de tuin was gelegen langs de Champs Elysées. Het werd genoemd naar de hotels die aan de Place de la Concorde werden gebouwd door de architect Ange-Jacques Gabriel om er de buitenlandse ambassadeurs te logeren. Als in het begin van de 19e eeuw de Avenue des Champs Elysées in de mode kwam als promenade wordt het café een geliefde ontmoetingsplaats voor de Parijzenaars. Omstreeks 1830 kreeg het café de toestemming om jongleurs en straatmuzikanten te laten optreden voor de gevel van het gebouw. Al snel werd een podium in elkaar getimmerd van waarop de artiesten het publiek konden onderhouden.
In 1840 wordt er gasverlichting geïnstalleerd op de Champs-Élysées en in de tuin van het café wordt een kiosk gebouwd voor de zangers en de muzikanten. Het café werd volledig herbouwd in 1843.

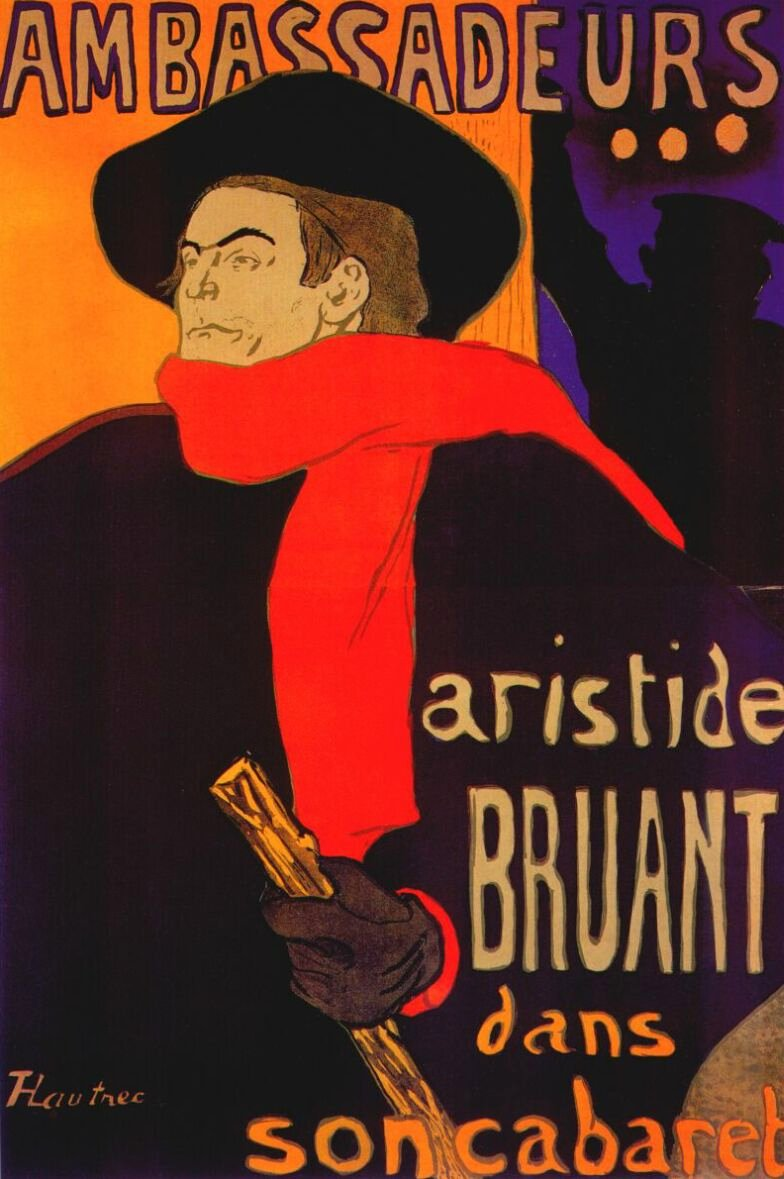
Toulouse-Lautrec, Aristide Vruant.

Les Ambassadeurs was een van de bekendste en een van de chique cafés-concert. Het publiek zou zelfs naar de muziek geluisterd hebben in plaats van gewoon met het gezelschap te praten en te lachen. In de tweede helft van de 19e eeuw passeren alle grote namen uit de amusementswereld de revue met onder meer: Thérésa Valladon (tussen 1865 et 1885), Jean-Paulin Habans of Paulus (vanaf 1871), Aristide Bruant, Sulbac, Anna Judic, Florence Duparc en Yvette Guilbert (1892-1900). Het etablissement kende zijn hoogtepunt tussen 1874 en 1902 onder de directie van Pierre Ducarre.
Het café bleef populair tot aan de Eerste Wereldoorlog, daarna verloor het concept van café-concert stilaan zijn aantrekkingskracht, men programmeerde nog wel de grote vedetten van die tijd maar de sfeer van de Belle époque was met de oorlog verloren gegaan. Les Ambassadeurs wordt in 1925 omgebouwd tot een music-hall naar Amerikaans model, maar ondanks een initieel succes blijkt de zaak niet meer rendabel te zijn.
In 1928 wordt de zaak gesloten en gesloopt en wordt er een theater gebouwd nu bekend als l'Espace Cardin.

## Auteursrecht
In 1847 weigerden de componist Paul Henrion, zijn medewerker Victor Parisot en de auteur Ernest Nourget hun rekening te betalen omdat in de tuin hun werken werden opgevoerd zonder dat zij daarvoor betaald werden. Ze worden afgevoerd door de politie waarop Henrion een proces over de zaak begint tegen de directie van Les Ambassadeurs. Hij wint zijn proces en de auteursrechten op liedjes worden door de rechtbank erkend. Daarop zal Paul Henrion in 1851 de SACEM (Société des Auteurs, Compositeurs et Editeurs de Musique) oprichten.

## Werken
Van Edgard Degas zijn redelijk wat werken bekend die in het Café des ambassadeurs geschilderd zijn. Maar ook Jean Béraud schilderde in 1880 zijn Diner aux Ambassadeurs. De Schotse schilder John Duncan Fergusson nam een scène in het café tot onderwerp en Toulouse Lautrec maakte talloze schetsen en Litho's in en rond het café.

## Galerij

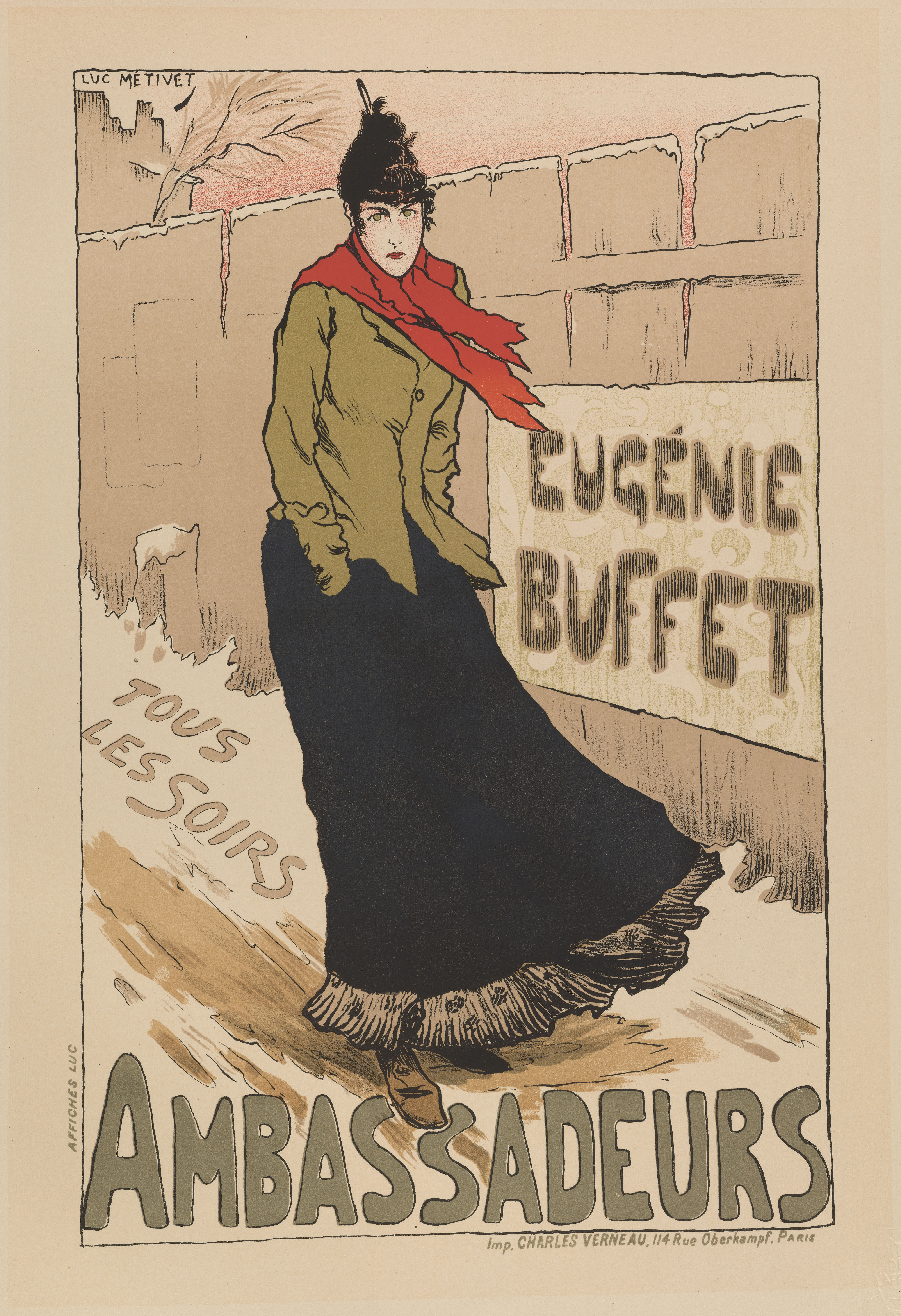
Lucien Métivet, Eugénie Buffet, 1896-1900
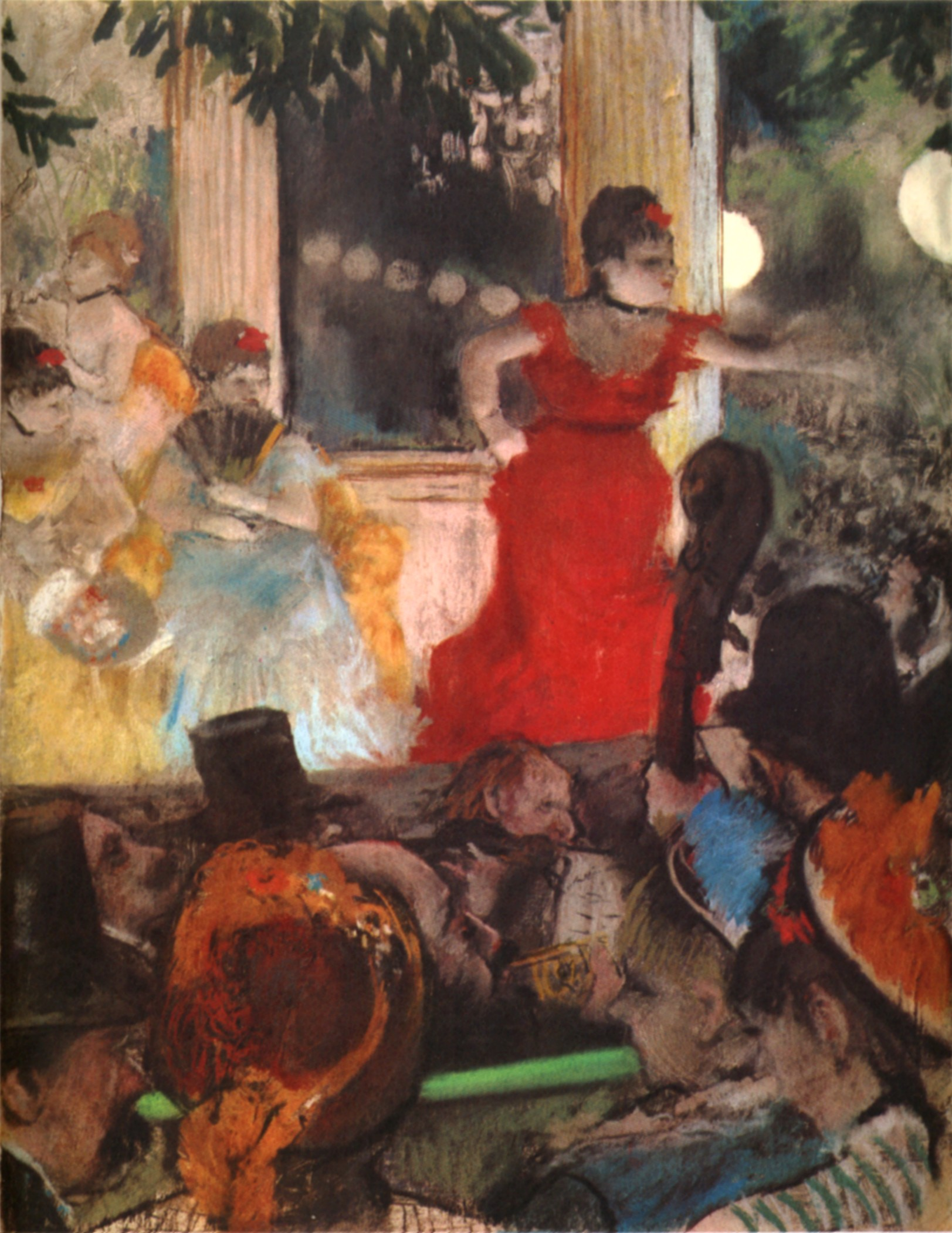
Edgard Degas, Café-concert aux Ambassadeurs, 1876-1877
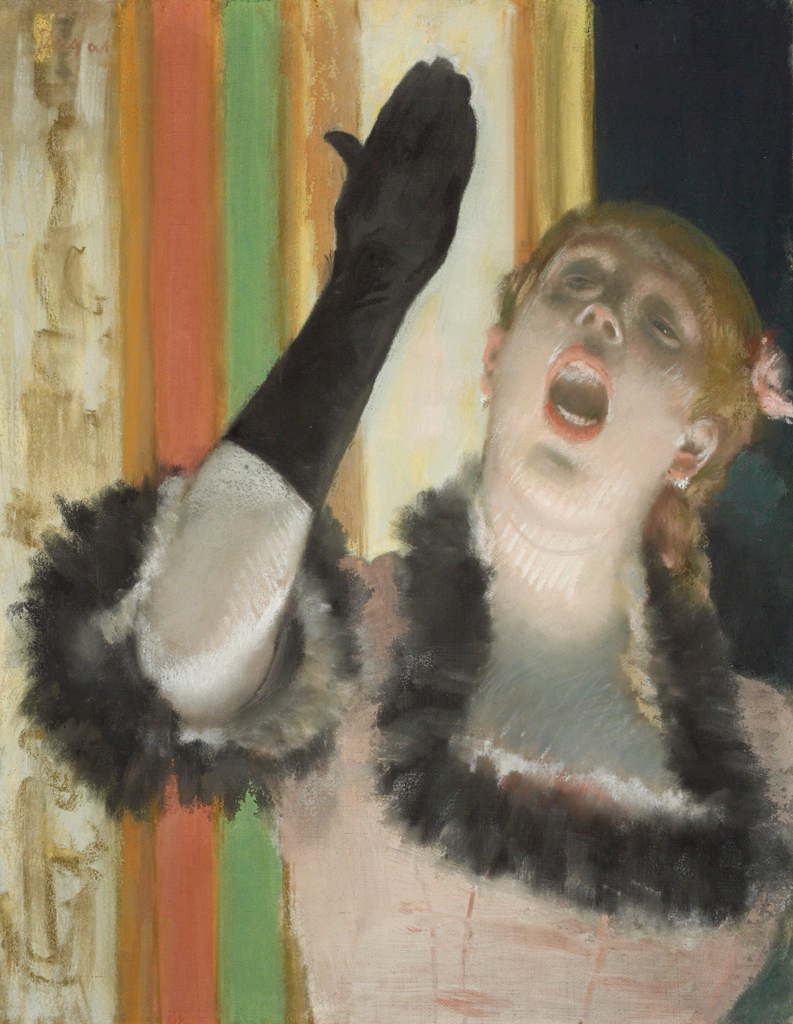
Edgard Degas, Chanteuse au Café des Ambassadeurs, 1878
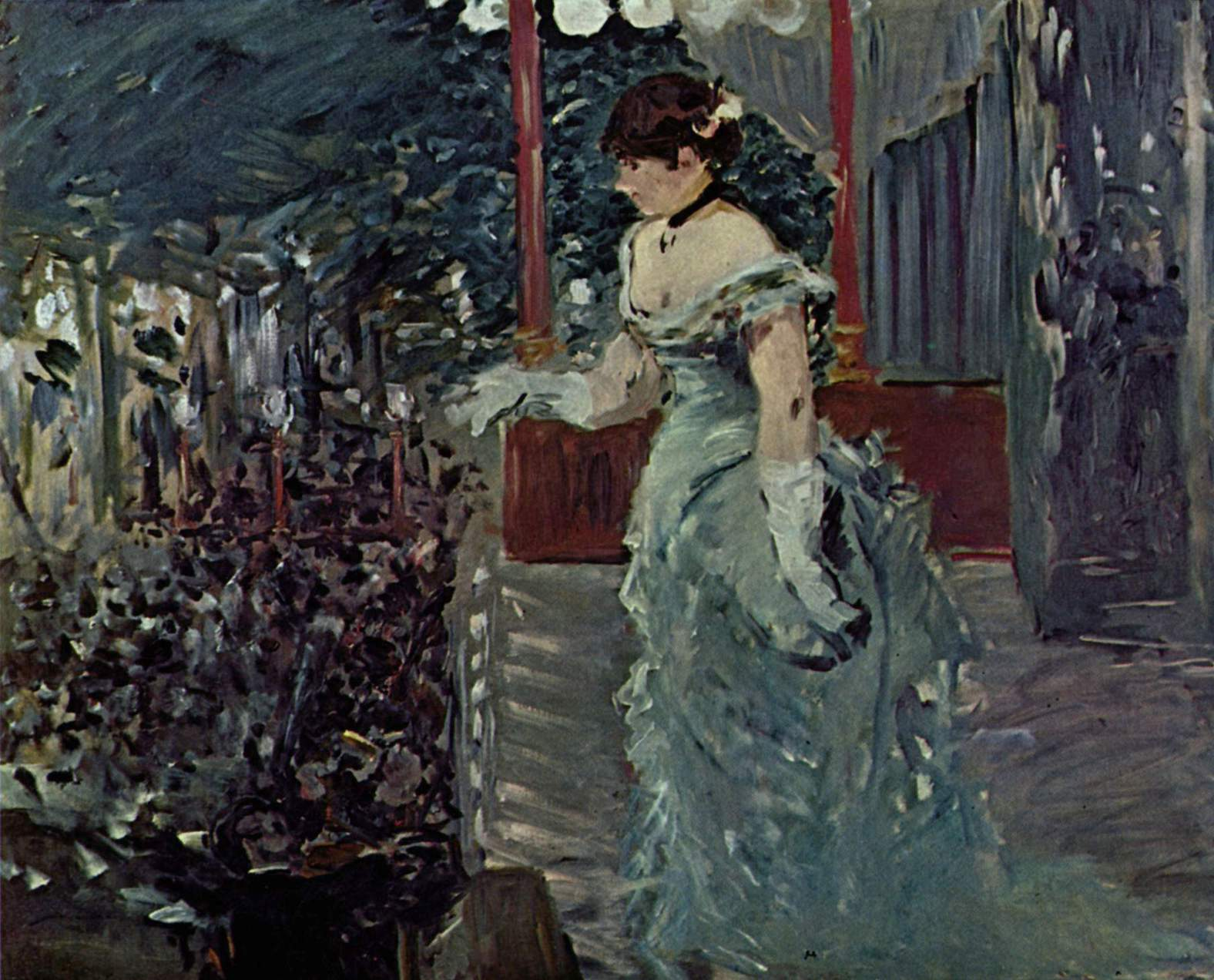
Edouard Manet, Chanteuse au café-concert, 1879

- Gemeinsame Normdatei: 10012337-5
- International Standard Name Identifier: 0000 0001 2179 0206
- Library of Congress Control Number: n85261199
- Nationale Bibliotheek van Israël: 987007439018705171
- Système universitaire de documentation: 028653491
- Virtual International Authority File: 146253612